# Železná opona

Železná opona po ustálení (1955)

Železná opona je původně označení pro neprostupnou hranici, která rozdělila poválečnou Evropu na část pod kontrolou západních spojenců a část pod kontrolou Sovětského svazu (SSSR) či jemu politicky nakloněnou. Později (cca 1948) za studené války označuje hranici oddělují státy východního bloku od zbytku Evropy, kde se nacházely kromě západního bloku i neutrální státy.
Od roku 1955 měla neměnnou podobu a tvořila hranici mezi státy Severoatlantické aliance (NATO) a státy Varšavské smlouvy, dvěma vojenskými aliancemi v jejichž čele byly dvě jaderné supervelmoci Spojené státy a SSSR. Státy za železnou oponou byly i politicky (komunismus) a ekonomicky (RVHP) navázány a mocensky podřízené Sovětskému svazu, proto se označují jako satelitní státy. Na druhé straně opony probíhá pozvolný proces evropské integrace směřující ke vzniku Evropské unie.
Zrušení železné opony umožnila změna politiky SSSR a pád komunismu ve východním bloku v roce 1989. Symbolem konce železné opony je pád Berlínské zdi 9. listopadu 1989.

## Původ pojmu

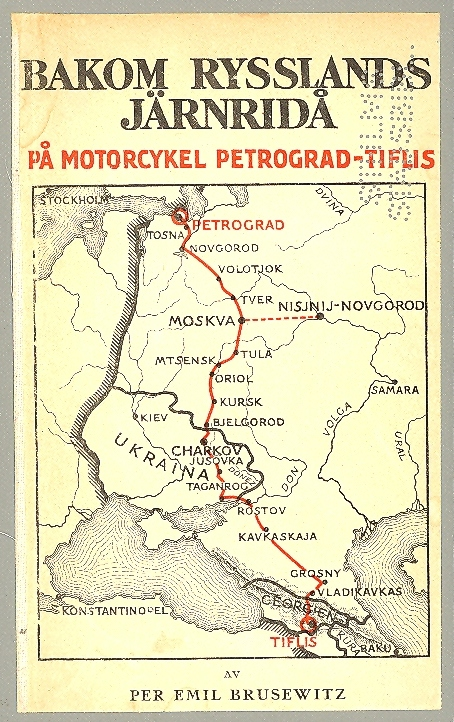
Titulní strana knihy „Za železnou oponou Ruska“, vytištěné ve Stockholmu 1923.

Výraz „železná opona“ (anglicky iron curtain) původně označuje ohnivzdornou bariéru v divadle, která po spuštění odděluje hlediště a jeviště.[zdroj?] Rozšíření tohoto pojmu má počátek ve Fultonském projevu, ve kterém britský premiér Winston Churchill dne 5. března 1946 na univerzitě (Westminster College) v americkém Fultonu (stát Missouri) mluvil o spuštění železné opony napříč kontinentem: 
Od Štětína na Baltu až po Terst na Jadranu byla napříč celým kontinentem spuštěna železná opona. Za touto linií leží všechna hlavní města starých států střední a východní Evropy. Varšava, Berlín, Praha, Vídeň, Budapešť, Bělehrad, Bukurešť a Sofie, všechna tato proslulá města i s obyvatelstvem jejich zemí se ocitla v oblasti, kterou musím nazvat sovětskou sférou a všechna jsou vystavena nejen té či oné formě sovětského vlivu, ale i vysoké a v mnoha případech rostoucí míře ovládání z Moskvy. [...] Komunistické strany, které v těchto zemích byly velice malé, získaly postavení a moc zdaleka přesahující počet jejich členů a ze všech sil se snaží prosadit totalitní vládu. Téměř ve všech případech byl nastolen policejní stát.
Winston Churchill, Fultonský projev 
Churchill však nebyl první, kdo tento pojem v přeneseném smyslu použil. Podle některých zdrojů byl daný pojem asociován k hranicím sovětské sféry vlivu a komunistické snaze o její izolaci již od roku 1920, podle jiných pojem použil jako první (v trochu jiném smyslu) Joseph Goebbels 23. února 1945 jako reakci na prohlášení jaltské konference v časopise Das Reich (převzaly noviny Times). Po něm výraz používal hrabě Lutz Schwerin von Krosigk, belgická královna Elizabeta mluvila o železné oponě mezí ní a Němci. Pár dní před koncem války K. H Frank varoval, že bude český národ od ostatního světa odloučen železnou oponou, když bude vydán bolševismu. Snažil se tím získat sympatie Čechů pro Němce jako ochránce Evropy před komunismem.

## Formování a průběh hranice

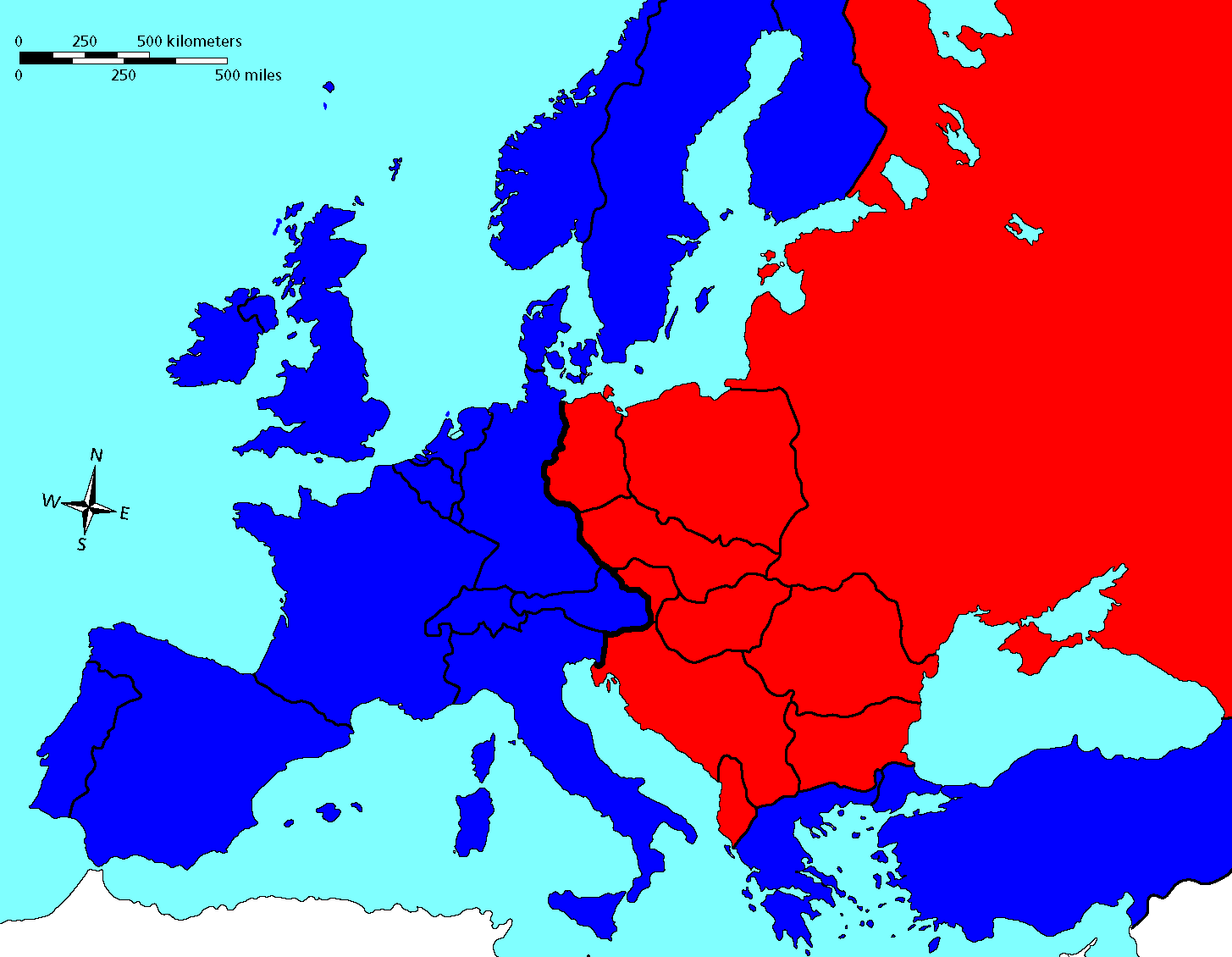
Původní rozdělení Evropy (1947)

Dějiny rozdělení Evropy začínají již v letech 1939–1941, kdy si na základě paktu Ribbentrop–Molotov Sovětský svaz a nacistické Německo rozdělily středovýchodní Evropu. Tyto zisky si SSSR udržel a dále rozšířil při jednání Spojenců během války s Německem na východní frontě. Bylo to zejména jednání Velké trojky na teheránské konferenci roku 1943 a jí pak potvrzené roku 1945 v Jaltě. Příkladem dělení Evropy na sféry vlivu je Procentní dohoda Churchilla se Stalinem o rozdělení Balkánu z roku 1944. Na rozdělení Evropy mělo pak zásadní vliv, kam do konce války došla Rudá armáda a které státy osvobodila od nacistické nadvlády.
Jako výsledek války, který byl stvrzen 1947 v Paříži, anektoval Sovětský svaz rozsáhlá území Evropy a v následujících letech svou hranici zajistil pomocí tzv. satelitních států, ve kterých získali moc komunisté. To neplatí o linii železné opony na severu Evropy, kde byly poměry upraveny finsko-sovětskou smlouvou. Finsko si zachovalo samostatnost za cenu územních ústupků, poskytnutí poloostrova Porkkala pro vybudování sovětského válečného přístavu a zachovávání prosovětské neutrality, tzv. Paasikiviho–Kekkonenovy doktríny. Sovětskou anexí oblasti Petsama se část železné opony posunula na hranice s Norskem.
Nejproblematičtější úsek železné opony se nacházel na území Německa rozděleného na okupační zóny, tedy na západním okraji sovětské okupační zóny. Ještě problematičtější byla situace podobně rozděleného Berlína, který se celý nacházel uvnitř sovětské zóny. Neúspěšná snaha SSSR berlínskou blokádou v letech 1948–1949 ovládnout celý Berlín vedla k definitivnímu rozdělení Berlína, ale i celého Německa na Východní a Západní. Reakcí Západu bylo také založení vojenské Severoatlantické aliance (NATO) na obranu proti sovětské expanzi za železnou oponu. Další část hranice vedla mezi Západním Německem a Československem v trase jihozápadního úseku dnešní česko-německé hranice. Jiný osud než Německo čekal obdobně rozdělené Rakousko, které za podmínky neutrality a nevstoupení do NATO zajištěné státní smlouvou roku 1955 přestalo být okupováno a linie železné opony se tak definitivně posunula na československou a maďarskou hranici.
Balkán se původně ve fultonském projevu nacházel za železnou oponou dělící Evropu po linii mezi Štětínem a Terstem, která tak pomíjela situaci na jižním Balkánu stejně jako hranice u Finska. Po roztržce Tita se Stalinem roku 1948 však železná opona vedla na hranici se socialistickou Jugoslávií, která si dokázala zachovat samostatnost. Do roku 1961 patřila k Východnímu bloku Albánie, která však od něj byla geograficky oddělená Jugoslávií. Další část balkánské linie je na hranicích Bulharska s Řeckem, které mělo silnou podporu komunistů, ale na základě velmocenských dohod bylo za cenu občanské války a později vojenské diktatury udrženo v Západním bloku. Poslední částí je bulharsko-turecká hranice. Řecko a Turecko se k NATO připojily v roce 1952.

## Během studené války

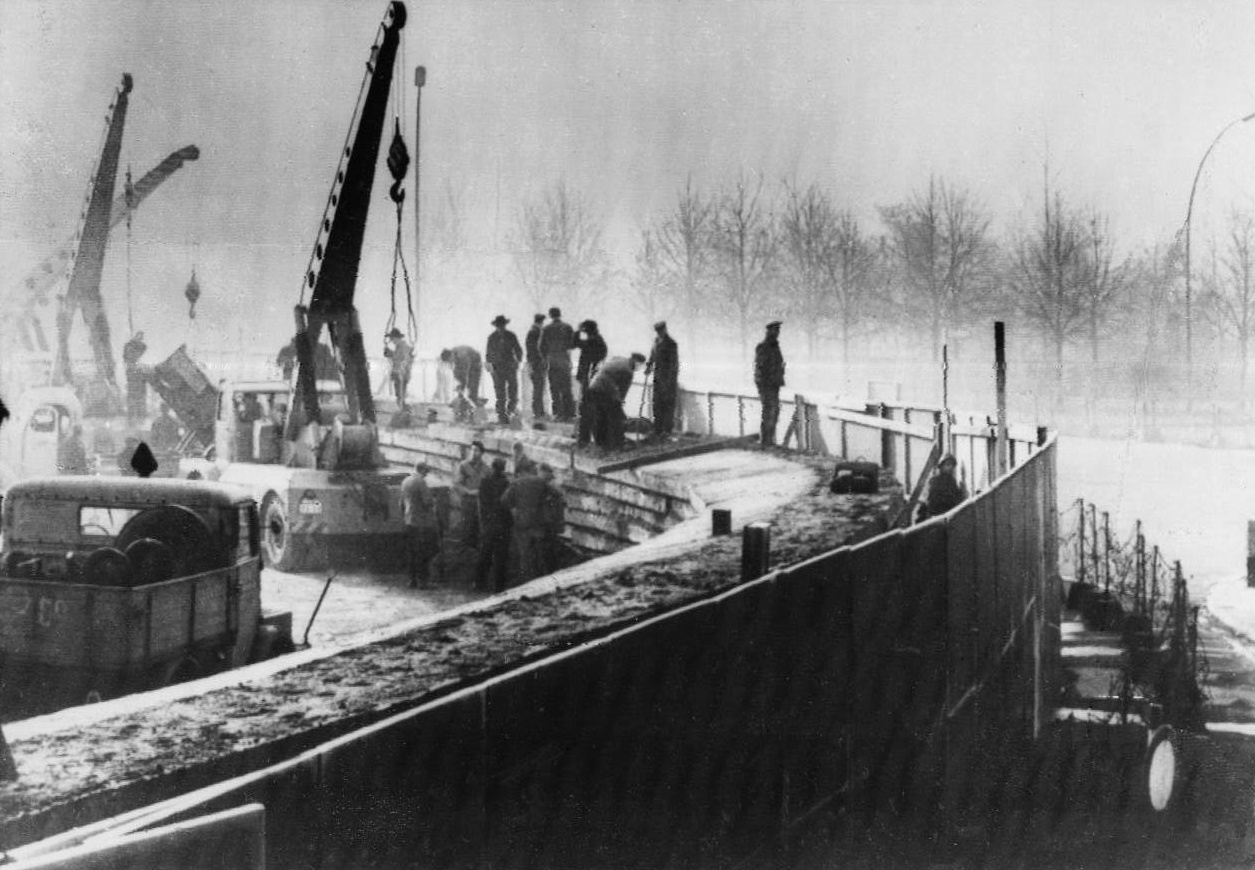
Budování Berlínské zdi (1961)

Rozdělení Evropy železnou oponou a studená válka způsobily odlišný vývoj na obou stranách hranice. Ve Východním bloku probíhala politická, ekonomická a společenská přeměna podle sovětského vzoru. Občanské snahy tento vývoj zvrátit byly zlikvidovány, pokud ne vnitropoliticky, vojenským zásahem Sovětského svazu, který byl v rámci respektování železné opony západními státy akceptován. Bylo to v případě Východního Německa roku 1953, v Maďarsku 1956 a v Československu 1968. Masivní invaze do Československa byla mj. obhajována ohrožením železné opony ze strany Západního Německa, většina okupačních vojsk však byla umístěna v bezpečné vzdálenosti od této hranice a případný vojenský střet měl probíhat na území Čech. Nerespektování suverenity států za železnou oponou bylo vzápětí oficiálně deklarováno jako tzv. Brežněvova doktrína.
Na západ od železné opony započal proces evropské integrace (Bruselský pakt 1948, Rada Evropy 1949, Schumanův plán 1950) a intenzivní rozvoj transatlantické spolupráce, protože bez USA nebylo možné zajistit bezpečnost před sovětským impériem. V roce 1949 proto byla podepsána Severoatlantická smlouva zřizující vojenskou alianci sdružující USA, Kanadu a skupinu západoevropských států, z nichž pouze Norsko svou hranicí se SSSR leželo na železné oponě. V roce 1952 se k NATO připojily Řecko a Turecko, dva státy na jižním úseku železné opony. Dále se NATO k železné oponě rozšířilo roku 1955 připojením Západního Německa na základě pařížské dohody. Na to reagoval SSSR vytvořením protialiance varšavskou smlouvou. Podél německé hranice obou bloků byly pak rozmístěny jaderné rakety krátkého a středního doletu, zejména v pozdější fázi americké Persingy a sovětské SS-20. To vytvářelo ovzduší hrozby jaderné války až do konce studené války, kdy byly rakety staženy na základě smlouvy z roku 1987.
Nové snahy Sovětského svazu ovládnout celý Berlín vyvolaly roku 1958 druhou berlínskou krizi, která roku 1961 vedla k izolaci Západního Berlína ze strany SSSR a postupnému vybudování Berlínské zdi. To mělo znemožnit překonání železné opony a emigraci do Západního Německa. Berlínská zeď se stala symbolicky nejvýznamnějším viditelným dokladem existence železné opony. V roce 1963 americký prezident John Fitzgerald Kennedy ve svém berlínském projevu větou Ich bin ein Berliner vyjádřil solidaritu obyvatelům západoberlínské exklávy, ale také fakticky uznal rozdělení Německa jako fait accompli, což po karibské krizi vedlo k ukončení berlínské krize a počátku politiky détente (uvolňování napětí).

## Pád železné opony
Pád komunismu v Evropě a tím i zánik železné opony byl důsledkem vývoje v Sovětském svazu, který od pozdní vlády Brežněva procházel tzv. obdobím stagnace a od nástupu Michaila Gorbačova (1985) na ni reagoval zásadní změnou politiky. Gorbačov ukončil éru Brežněvovy doktríny násilné zahraniční intervence a zahájil vnitropolitické změny zvané Perestrojka a Glastnosť. Komunistický establishment zemí za železnou oponou, zakládající svou moc na represích a konzervatismu, ztratil v Sovětském svazu oporu, která je v případě potřeby u moci udrží pomocí tanků, i osvědčený neměnný vzor. K postupné erozi moci a občanskému uvědomění ve Východním bloku přispívalo působení disentu a USA financované vysílání Svobodné Evropy a Hlasu Ameriky. Za definitivní potvrzení změny politiky SSSR umožňující pád železné opony bývá považován Gorbačovův projev na valném shromáždění OSN 7. prosince 1988. Na něm deklaroval nárok každé země zvolit si svou cestu a jednostranné stažení sovětských vojsk ze zemí Východního bloku.
Testování komunistického režimu občanskými protesty zesílilo během roku 1989, například v lednu potlačený Palachův týden v Praze a v červnu v Budapešti úspěšná rehabilitace a pohřeb Imre Nagye, popraveného vůdce Maďarského povstání (1956). Právě maďarský ministr zahraničí Gyula Horn spolu se svým rakouským protějškem Aloisem Mockem udělal první kroky k otevření železné opony mj. symbolickým přestřižením ostnatých drátů na hranici. „Praskání“ želené opony je však především spojeno s migrací východních Němců do Západního Německa prostřednictvím třetího komunistického státu, který cizím státním příslušníkům v této cestě nebránil. Nejdříve využívali uvolněné situace na maďarsko-rakouské hranici, mimo jiné během tzv. panevropského pikniku, akce Panevropské unie, kdy byli východní Němci pozváni na piknik 19. srpna 1989 u maďarské Šoproně, kde byl na tři hodiny otevřen volný průchod železnou oponou. Tato událost je považována za otestování reakce SSSR. Jako další cestu skrz železnou oponu používali Němci varšavské a pražské velvyslanectví Západního Německa, kde události připomíná plastika Davida Černého Quo vadis. Ta má podobu kráčejícího trabantu, protože Němci při svém útěku na západ v Praze zanechávali svá auta.
Pád komunismu ve Východním bloku umožňující zánik železné opony měl relativně pokojný průběh, jak svědčí např. označení sametová revoluce (slovensky něžná). Krvavá byla zejména rumunská revoluce. Po změnách režimu následovalo symbolické otevírání železné opony. K těm patřilo slavnostní stříhání ostnatého drátu Jiřím Dienstbierem, prvním československým porevolučním ministrem zahraničí ve vládě národního porozumění, a jeho německým protějškem Hans-Dietrichem Genscherem u Nových Domků dne 23. prosince 1989. Mezinárodně nejvýznamnější symbol je však pád Berlínské zdi. To se vztahuje především k 9. listopadu 1989, kdy byly proraženy nové hraniční přechody skrz zeď. K jejímu odstraňování pak došlo zejména v létě 1990, některé části byly ponechány jako památník.
Nejzávažnější geopolitické důsledky mělo zrušení železné opony v Německu, kde umožnilo jeho sjednocení 3. října 1990. K zásadním problémům patřilo rozmístění extrémní vojenské síly obou protivníků studené války podél této linie a požadavek, aby celé sjednocené Německo bylo součástí Severoatlantické aliance. To prakticky znamenalo, že SSSR stáhne veškeré své vojenské síly z území Východního Německa, které bude remilitarizováno jeho systémovým protivníkem. V rámci jednání v tzv. formátu dva plus čtyři bylo proto Sovětskému svazu dáno najevo, že vojenské stahování SSSR nebude aliancí využito k posunutí železné opony na východ expanzí NATO. Tento neformální příslib Sovětskému svazu v rámci končící studené války je zneužíván ruskou propagandou, která jej prezentuje jako závazek vůči Ruské federaci, že nebude státům na východ od železné opony umožněn vstup do NATO.
Hluboké rozdělení Evropy železnou oponou bylo zásadně zaceleno v letech 1999–2004, kdy se státy Východního bloku staly součástí NATO, které po rozpadu SSSR hledalo nový smysl kolektivní bezpečnosti. Druhým politickým aktem integrující Východní blok bylo rozšíření Evropské unie v letech 2004 až 2007. Nicméně existence někdejší železné opony se stále projevuje různými společenskými jevy souhrnně označovanými jako postkomunismus. Jeho nejznámější příklad je tzv. ostalgie, nostalgie východních Němců po kultuře každodenosti jejich mládí.

## ČSSR

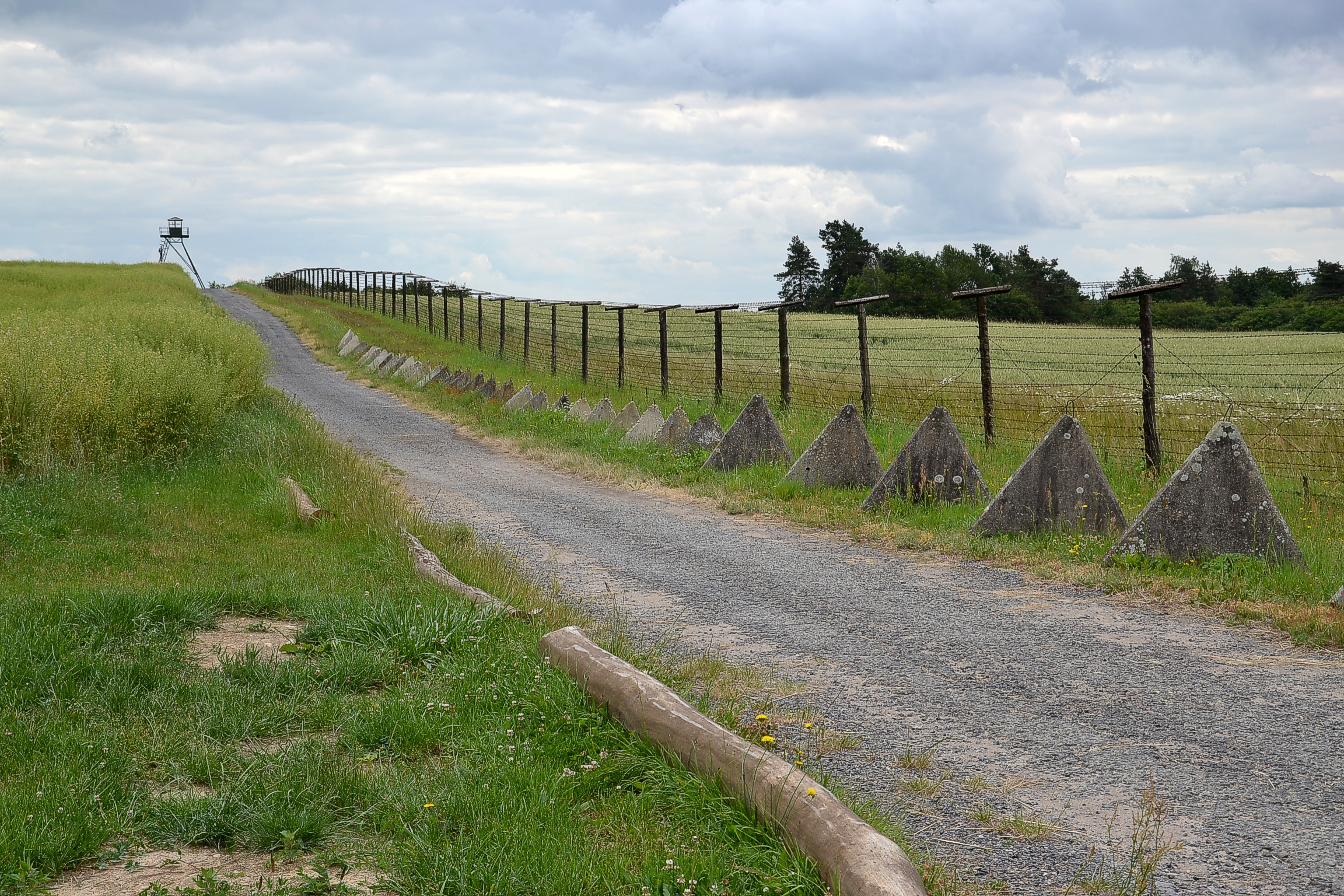
Zachovalá část železné opony u Čížova

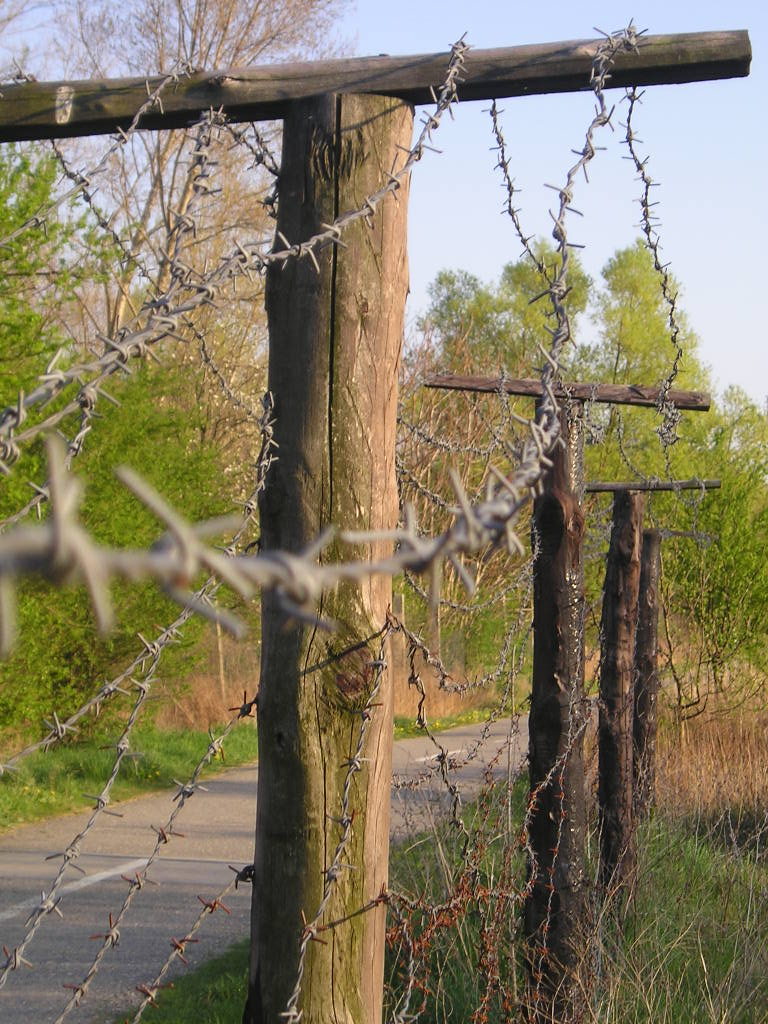
Zbytky plotu, Bratislava, městská část Devínska Nová Ves

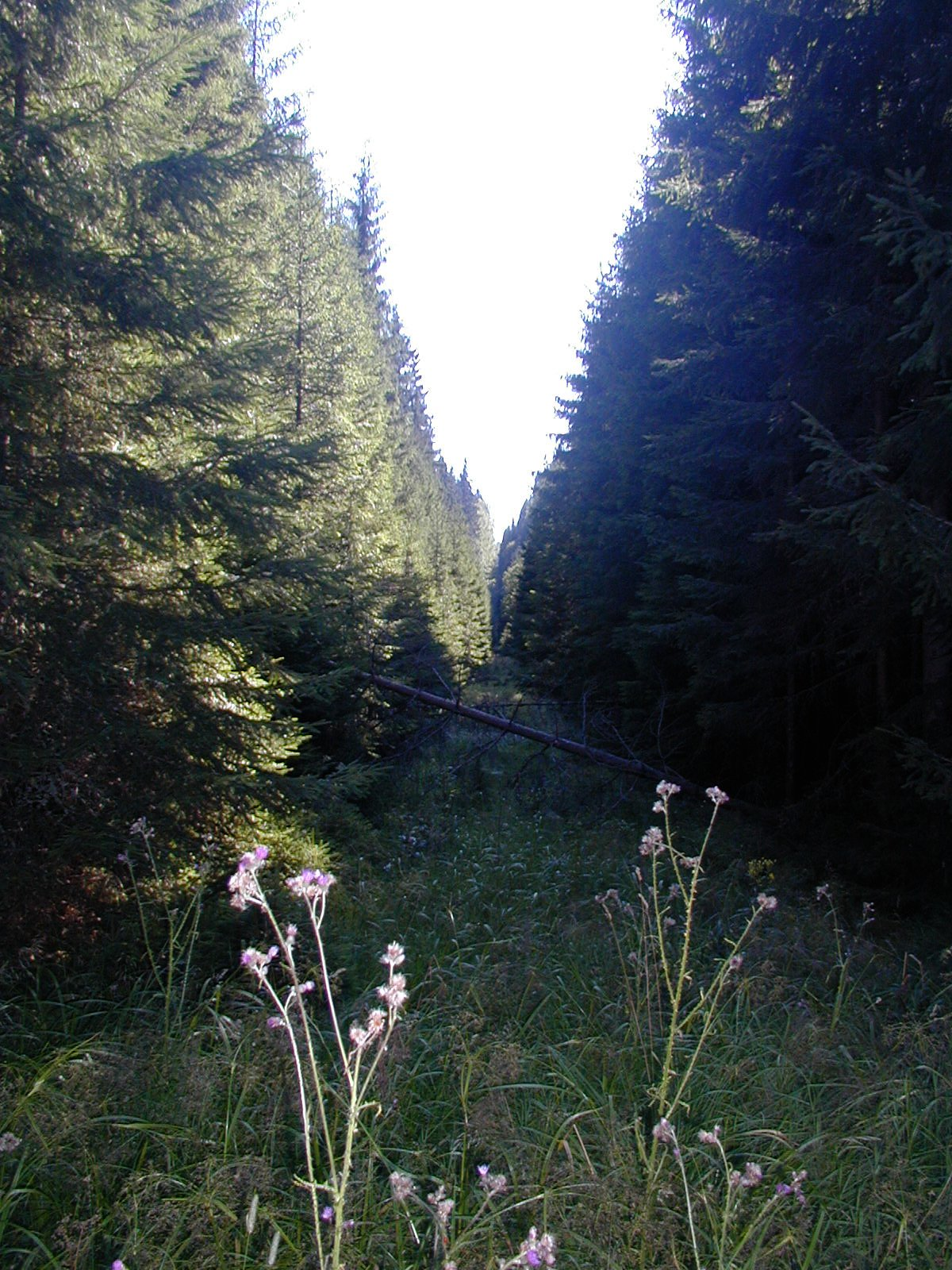
Zarůstající průsek poblíž hranic s Rakouskem, léto 2003

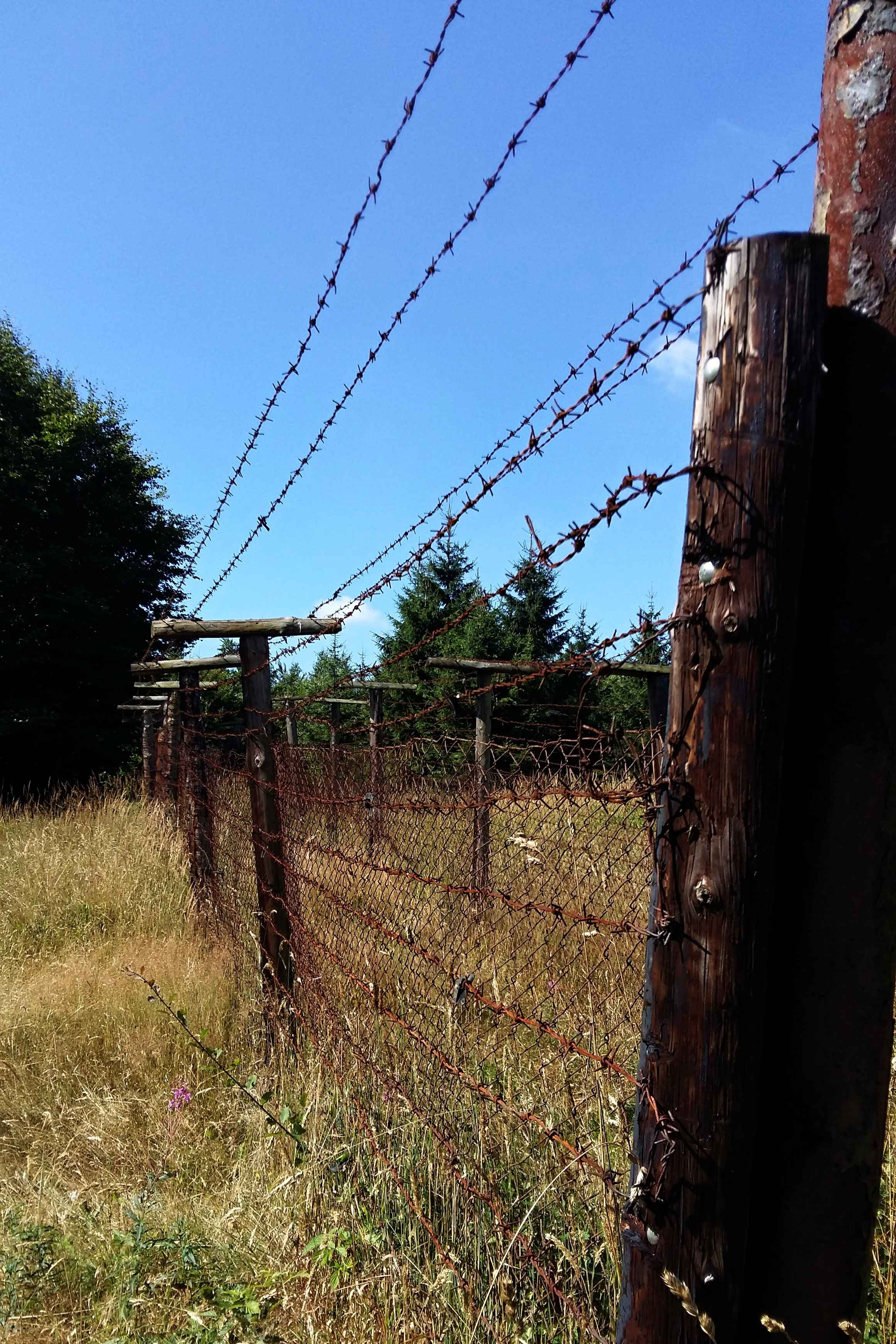
Zbytky plotu na vrchu Havran

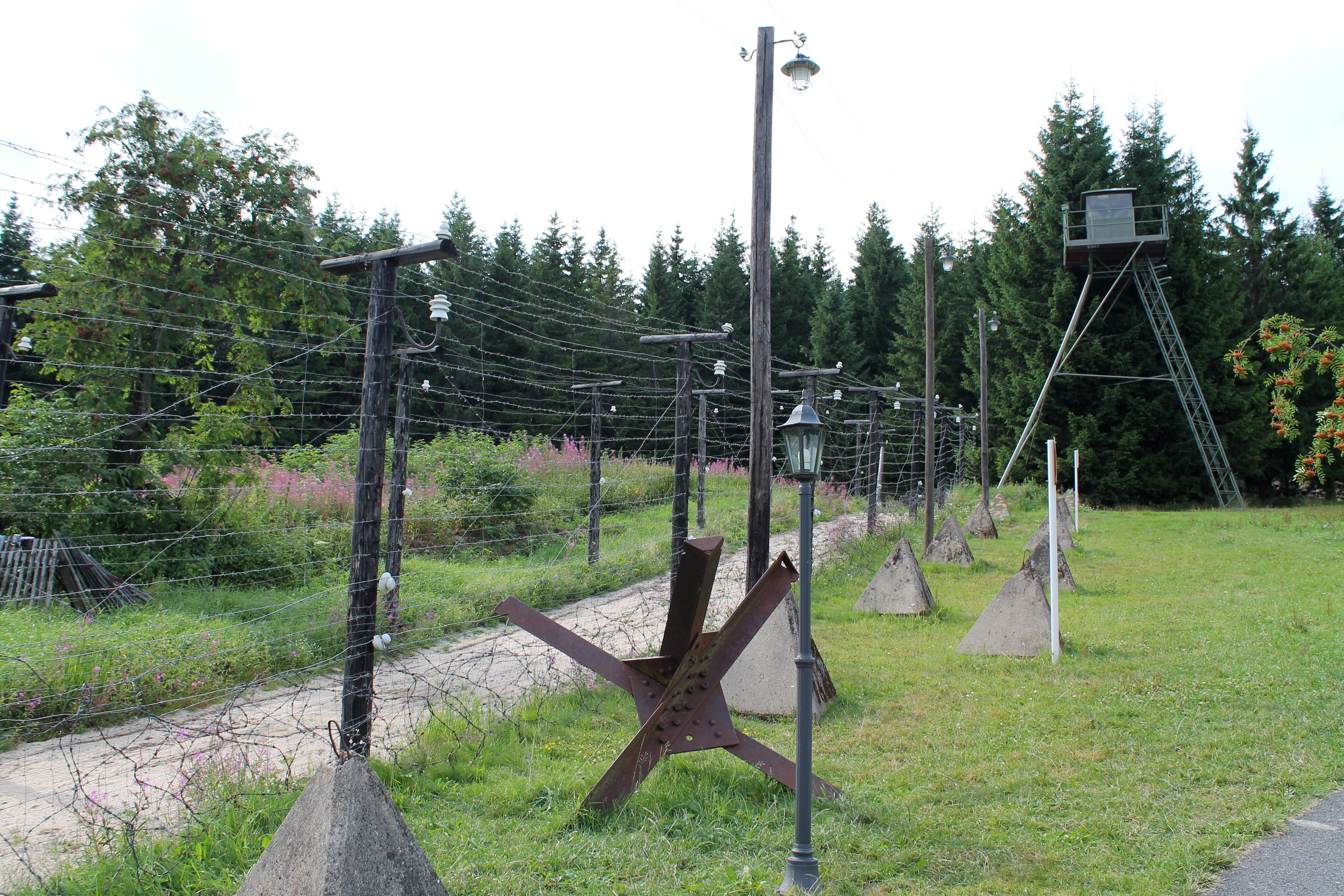
Památník železné opony na Bučině

Železná opona se na české západní hranici začala vytvářet prakticky již od roku 1948, ovšem skutečně neprostupnou se stala až v letech 1952 a 1953, jako reakce na neustávající útěky některých lidí přes hranici. V Německé demokratické republice proběhlo budování železné opony o něco později, poslední fází byla výstavba Berlínské zdi, která rozdělila město Berlín na dvě části.
I v ČSSR bylo vytvořeno hraniční pásmo, do nějž byl povolen vstup pouze na speciální propustku. Hraniční pásmo mělo šířku 4 až 10 km a tato část republiky se tak stala pro normálního člověka nepřístupnou (šlo o 1,5 % rozlohy státu). Většina vesnic v hraničním pásmu byla postupně vysídlena, jejich zbytky byly v letech 1953 až 1959 postupně zničeny, aby stojící opuštěná stavení nemohla uprchlíkům přes hranici poskytovat úkryt. Hraniční pásmo bylo přísně střeženo příslušníky Pohraniční stráže.
Ploty byly ve skutečnosti tři – první, který byl asi dva metry vysoký, tvořila změť ostnatých drátů. Další plot, výšky 2,5 metru, byl od roku 1953 pod vysokým napětím 3 000 až 6 000 voltů. Poslední plot sloužil jako zábrana zvěři, aby směrem od hranice nemohla proniknout k elektrickému plotu. Pod ploty se nacházelo zorané pásmo o šířce cca 20 metrů, kde bylo možno snadno najít stopy, a tedy i místo, kde případný narušitel překonal plot.
Tento systém plotů nestál přímo na hranici, ale v dostatečné vzdálenosti od ní (cca 2 km), aby i v případě jeho překonání stihli pohraničníci narušitele chytit dříve, než se dostal až na hranici. Kolem celých hranic navíc vedla v asi kilometrové vzdálenosti asfaltová komunikace, která pohraničníkům usnadňovala přiblížení k místu zásahu.
Za hranicí už totiž oficiálně zasáhnout nemohli, neboť by se jednalo o narušení území cizího státu. Neoficiálně zde ovšem často zásahy probíhaly, neboť pohraničníci byli motivováni tím, že dopadnou-li narušitele, mohou být odměněni dovolenou, povýšením, případně udělením řádu. Naopak pokud jej nedopadli, mohlo to mít pro jejich další kariéru osudné následky. Mezinárodní problémy vyplývající z incidentů spojených se zásahy mimo státní území (viz případ Johanna Dicka) ČSSR vedly k jejich postupnému zákazu.
Mezinárodní stížnosti vedly k tomu, že v roce 1965 bylo vysoké napětí z plotu odstraněno. (Šlo o jeden z následků „Chruščovova tání“.) V roce 1968 navíc došlo k velkému uvolnění hranic. Prakticky otevřené hranice krátce na to ulehčily druhou vlnu poválečné emigrace po invazi vojsk Varšavské smlouvy 21. srpna 1968. V následujících třech letech opustilo Československo asi 74 000 uprchlíků.
Toto uvolnění hranic bylo ovšem krátké – již v roce 1970 byla ještě před systémem tří plotů vybudována signální linie, která reagovala na dotyk a mohla tak varovat pohraničníky výrazně dříve. Navíc se dále rozrostla síť pozorovacích věží (celkem jich bylo 314) a po incidentu, kdy řidič autojeřábu přerazil celní závoru v Českých Velenicích a dostal se tak do Rakouska, byly značně zesíleny i hraniční závory.
Pád železné opony, umožněný pokračujícím rozpadem Sovětského svazu, byl zahájen uvolněním hranic v Maďarsku v létě 1989 (celá řada lidí se z dovolené u Balatonu ten rok již nevrátila). Berlínská zeď padla 9. listopadu 1989, československá železná opona postupně následovala během prosince téhož roku.
Dnes ji připomíná jen onen kdysi pravidelně oraný pás s občasnými zbytky kůlů nebo drátů – kvůli užívání herbicidů zabraňujících růstu plevelů a strhávání půdy je sukcese na těchto pásech pomalá a mnohdy zde ani po téměř 30 letech nerostou žádné stromy – toto „pásmo smrti“, dnes ovšem jen pro byliny.
Československá železná opona za sebou nechala během let 1948–1989 celou řadu obětí. Civilistů bylo 450, ne vždy šlo přitom o narušitele, (např. Johann Dick byl turista) či nešťastné náhody. Pohraničníků při výkonu služby zemřelo celkem 654, z toho většina nehodou, sebevraždou či zastřelením kolegou. Při přestřelce s uprchlíky zemřelo 10 z nich.

## SSSR
Kromě jiných omezení, která limitovala pohyb občanů po celém území Sovětského svazu, existoval patrně neoficiální, ale obecně srozumitelný pojem něvyjezdnoj (невыездной). Týkal se zlomku občanů, kterým byl pas pro cesty do zahraničí odebrán. Vždy byl odebrán na dobu neurčitou a zpravidla byl odebrán jako součást obecnější kritiky, vždy však s perspektivou očekávané nápravy.
Velmistr Mark Tajmanov se stal něvyjezdnym po porážce s Bobby Fischerem v zápase kandidátů 0:6 v Denveru v roce 1972. Formálním důvodem pro odebrání pasu byla Solženicynova kniha nalezená v zavazadle při návratu.

## Další „opony“
- Bambusová opona, obdoba železné opony ve východní Asii
- Kaktusová opona, vysázená na podzim 1961 kubánskou armádou na Castrův rozkaz, 8 mil (13 km) dlouhá bariéra kaktusů podél severovýchodního plotu oddělujícího americkou základnu v provincii Guantánamo, o něco později doplněna americkými a kubánskými minovými poli v „zemi nikoho“
- Ledová opona – toto označení bylo někdy užíváno pro hranici mezi USA a SSSR v Beringově průlivu.